# 鴉宜線
鴉宜線は、以前は鴉官線として知られ、焦柳線の鴉鵲嶺駅と宜昌市の宜昌駅を結ぶ焦柳線の支線である。

## 歴史
焦柳線は、1960年代後半に完全に建設された。同時に、葛州ダム水利拠点、原子力産業部827工場、第6機械部宜昌403工場などの第3線建設プロジェクトの資材輸送ニーズを確保するために、葛州ダム建設現場に直接つながる専用の鉄道支線を建設することが計画されている。湖北省は、宜昌製鉄工場（設計地は宜昌県小渓塔）の建設とその原料拠点である官荘鉄鉱山の開発に協力するため、鉄道支線の整備を必要としている。宜昌県官荘まで延伸する予定であったため、鴉鵲嶺から官荘までの鉄道支線は雅官線と名付けられた。
雅官線は東の焦柳線鴉鵲嶺駅から始まり、紅土、新昌、花艶、宜昌、小渓塔を経て官荘までの全長58.3キロメートルで、1970年6月18日に建設が始まった。鴉鵲嶺から宜昌市までの38.3キロメートルの区間は1971年7月28日に完成し、線路敷設は11月28日に国家に受理され、正式に襄樊鉄道支局に管理が引き渡された。12月8日に開業、宜昌市から官荘までの区間は1972年10月に最後まで敷設されたが、この時点で亜関鉄道は全線完成した。このうち宜昌から小渓塔までの12キロメートルの区間はかつて葛州ダム工程局に賃貸されていた。受け入れと引き渡し手続きは1973年6月3日に完了し、全線が正式に襄樊鉄道支社に引き渡され、7月1日の運行が開始された。
1988年、宜昌製鉄所の閉鎖に伴い、小渓塔から官荘までの鉄道区間は官荘駅とともに撤去され、鴉官線は雅宜線に改名された。
1998年、襄樊鉄道支線は小渓塔線を改良した。2000年までに、雅義鉄道の旅客輸送は宜昌駅からわずか36.6キロメートルの距離にあり、貨物輸送は小渓塔からわずか49キロメートルの距離にあった。。
2010年12月22日に宜昌東駅(旧花艶駅)が開業し、宜昌駅の旅客輸送機能は徐々にこの駅に移管され、2012年7月1日現在、宜昌駅に停車する旅客列車はない。
宜昌市は2016年に宜昌東駅から小渓塔駅までの鉄道区間を都市鉄道に転換する計画を立てていたが、認可されなかった。2023年まで、宜昌駅から小渓塔駅までの路線は実際に10年間廃止されることになる。。

## 改造計画
宜昌東駅と小渓塔駅の約21キロメートルの鉄道の改修計画があり、9つの駅が設置され、単線ディーゼル機関車でカスタマイズされた観光車両が運行される予定である。